# 1952年の南海ホークス
1952年の南海ホークスでは、1952年の南海ホークスの動向をまとめる。
この年の南海ホークスは、鶴岡一人選手兼任監督の7年目のシーズンであり、2年連続4度目のリーグ優勝に果たしたシーズンである（当時は山本一人）。

## 概要
鶴岡監督7年目のチームは岡本伊三美が二塁手のポジションを獲得するが、それ以外の戦力は前年と不変だった。前年の日本シリーズで巨人に1勝4敗で敗れた影響もあり、チームは開幕から平凡なスタート。6月に首位を走っていた毎日が平和台事件を起こしたこともあり一気に首位を奪取すると、それ以降は首位から滑り落ちることなく2年連続のパ・リーグ連覇が決定。投手陣は柚木進が19勝で最優秀防御率とMVPを獲得するなど好調で、チーム防御率2.84はリーグ1位。打撃陣は森下、飯田徳治、蔭山和夫などがそれなりの成績を残してリーグ1位の239盗塁を記録し、本塁打も83本でリーグ2位と、長打力と機動力が融合した1年となった。日本シリーズは水原茂監督率いる巨人と2年連続の対決となったが、別所毅彦や大友工などの投手陣に打線が封じられて2勝4敗で敗れ鶴岡監督の悲願である日本一奪回はこの年もならなかった。

## チーム成績

### レギュラーシーズン
| 1 | 三 | 蔭山和夫 |
| 2 | 遊 | 木塚忠助 |
| 3 | 一 | 飯田徳治 |
| 4 | 二 | 山本一人 |
| 5 | 左 | 堀井数男 |
| 6 | 中 | 黒田一博 |
| 7 | 右 | 島原輝夫 |
| 8 | 捕 | 筒井敬三 |
| 9 | 投 | 江藤正   |

| 順位 | 4月終了時 | 4月終了時 | 5月終了時 | 5月終了時 | 6月終了時 | 6月終了時 | 7月終了時 | 7月終了時 | 予選終了時 | 予選終了時 | 最終成績 | 最終成績 |
| ---- | --------- | --------- | --------- | --------- | --------- | --------- | --------- | --------- | ---------- | ---------- | -------- | -------- |
| 1位  | 毎日      | --        | 毎日      | --        | 南海      | --        | 南海      | --        | 南海       | --         | 南海     | --       |
| 2位  | 大映      | 1.0       | 大映      | 3.0       | 大映      | 4.0       | 毎日      | 3.5       | 毎日       | 5.5        | 毎日     | 1.0      |
| 3位  | 南海      | 2.0       | 南海      | 4.0       | 毎日      | 4.5       | 西鉄      | 6.5       | 西鉄       | 9.0        | 西鉄     | 8.5      |
| 4位  | 東急      | 4.0       | 東急      | 6.5       | 西鉄      | 6.0       | 大映      | 8.0       | 大映       | 18.0       | 大映     | 21.0     |
| 5位  | 西鉄      | 5.0       | 阪急      | 8.5       | 阪急      | 9.0       | 阪急      | 8.5       | 阪急       | 21.0       | 予選敗退 | 予選敗退 |
| 6位  | 阪急      | 6.5       | 西鉄      | 9.5       | 東急      | 12.5      | 東急      | 13.0      | 東急       | 21.5       | 予選敗退 | 予選敗退 |
| 7位  | 近鉄      | 9.5       | 近鉄      | 17.5      | 近鉄      | 23.5      | 近鉄      | 27.5      | 近鉄       | 40.5       | 予選敗退 | 予選敗退 |

- 各108試合の予選リーグ後、上位4チームでの決勝リーグ（4試合ずつの総当り）を行い、最終順位を決定

| 順位 | 球団             | 勝 | 敗 | 分 | 勝率  | 差   |
| 1位  | 南海ホークス     | 76 | 44 | 1  | .633  | 優勝 |
| 2位  | 毎日オリオンズ   | 75 | 45 | 0  | .625  | 1.0  |
| 3位  | 西鉄ライオンズ   | 67 | 52 | 1  | .563  | 8.5  |
| 4位  | 大映スターズ     | 55 | 65 | 1  | .4583 | 21.0 |
| 5位  | 阪急ブレーブス   | 49 | 58 | 1  | .4579 | 20.5 |
| 6位  | 東急フライヤーズ | 49 | 59 | 0  | .454  | 21.0 |
| 7位  | 近鉄パールス     | 30 | 78 | 0  | .278  | 40.0 |

*1-4位は予選リーグ（108試合）と決勝リーグ（12試合）の通算勝率、5位以下は予選リーグの勝率順で決定

### 日本シリーズ
| 10月11日（土）                         | 第1戦  | 南海ホークス     | 3 - 6  | 読売ジャイアンツ | 後楽園球場 |
| 10月12日（日）                         | 第2戦  | 南海ホークス     | 0 - 11 | 読売ジャイアンツ | 後楽園球場 |
| 10月13日（月）                         | 移動日 | 移動日           | 移動日 | 移動日           | 移動日     |
| 10月14日（火）                         | 第3戦  | 読売ジャイアンツ | 0 - 4  | 南海ホークス     | 大阪球場   |
| 10月15日（水）                         | 第4戦  | 読売ジャイアンツ | 6 - 2  | 南海ホークス     | 大阪球場   |
| 10月16日（木）                         | 第5戦  | 読売ジャイアンツ | 1 - 4  | 南海ホークス     | 大阪球場   |
| 10月17日（金）                         | 移動日 | 移動日           | 移動日 | 移動日           | 移動日     |
| 10月18日（土）                         | 第6戦  | 南海ホークス     | 2 - 3  | 読売ジャイアンツ | 後楽園球場 |
| 優勝：読売ジャイアンツ（2年連続2回目） |        |                  |        |                  |            |

## オールスターゲーム1952
- 選出選手及びスタッフ

| ポジション | 名前     | 選出回数 |
| ---------- | -------- | -------- |
| 監督       | 山本一人 |          |
| 投手       | 柚木進   | 2        |
| 投手       | 江藤正   | 2        |
| 投手       | 中原宏   | 初       |
| 捕手       | 筒井敬三 | 2        |
| 一塁手     | 飯田徳治 | 2        |
| 二塁手     | 山本一人 | 2        |
| 三塁手     | 蔭山和夫 | 2        |
| 遊撃手     | 木塚忠助 | 2        |
| 外野手     | 堀井数男 | 初       |

- 太字はファン投票による選出。

## 表彰選手
| リーグ・リーダー | リーグ・リーダー | リーグ・リーダー | リーグ・リーダー |
| 選手名           | タイトル         | 成績             | 回数             |
| ---------------- | ---------------- | ---------------- | ---------------- |
| 柚木進           | 最高殊勲選手     |                  | 初受賞           |
| 柚木進           | 最優秀防御率     | 1.91             | 2年連続2度目     |
| 柚木進           | 最多奪三振       | 104個            | 初受賞           |
| 柚木進           | 最高勝率         | .731             | 初受賞           |
| 飯田徳治         | 打点王           | 86打点           | 2年連続2度目     |
| 飯田徳治         | 最多安打         | 153本            | 初受賞           |
| 木塚忠助         | 盗塁王           | 55個             | 4年連続4度目     |

| ベストナイン | ベストナイン | ベストナイン |
| 選手名       | ポジション   | 回数         |
| ------------ | ------------ | ------------ |
| 柚木進       | 投手         | 初受賞       |
| 飯田徳治     | 一塁手       | 3年連続3度目 |
| 岡本伊三美   | 二塁手       | 初受賞       |
| 蔭山和夫     | 三塁手       | 2年連続2度目 |
| 木塚忠助     | 遊撃手       | 5年連続5度目 |